# Andrew Chesworth
Andrew Chesworth é um animador e cineasta americano. Como reconhecimento, foi nomeado ao Óscar 2019 na categoria de Melhor Animação em Curta-metragem por One Small Step (2018).